# 비올레타 콜로보바
비올레타 비탈리예브나 콜로보바(러시아어: Виоле́тта Вита́льевна Ко́лобова, 1991년 7월 27일 ~ )는 러시아의 펜싱 선수로 주 종목은 에페이다. 2012년 하계 올림픽의 여자 에페 개인전과 단체전에 출전하였다. 개인전에서 그녀는 32강에서 독일의 모니카 조찬스카에 패하며 탈락하였고, 단체전은 4위로 마감하였다.